# Nhà kiến tạo thị trường
Nhà kiến tạo thị trường hay còn gọi là market creator, là những người, những công ty tạo ra một môi trường kinh doanh mua bán; nơi người mua và người bán gặp nhau để thực hiện giao dịch hàng hóa qua mạng internet. Điển hình nhất có thể kể đến như: các Sàn giao dịch chứng khoán, nơi giá cổ phiếu dao động, chênh lệch tính theo từng giây, từng phút. Hoặc mô hình kinh doanh khác như mô hình kinh doanh đấu giá của eBay, người mua và người bán là những người tự thực hiện các bước của quá trình mua bán, eBay giống như một trung gian môi giới sẽ thu được một khoản phí mỗi khi có giao dịch diễn ra.
Nhà tạo lập thị trường có thể đóng một số những vai trò như sau:
- Là công ty môi giới cung cấp dịch vụ giao dịch cho các nhà đầu tư.
- Là một nhà kinh doanh cá nhân.

## Khái niệm
Đầu tiên, đề cập tới khái niệm của nhà tạo lập thị trường. Một vài khái niệm về nhà kiến tạo thị trường được định nghĩa như sau:
- Trên trang web investopedia.com nhà kiến tạo thị trường là một công ty môi giới - giao dịch chấp nhận rủi ro, do nắm giữ một khối lượng lớn cổ phần nhất định, và thực hiện các dịch vụ giao dịch liên tục  trên thị trường chứng khoán, thông qua việc liên tục thông báo các giá mua và bán đối với loại chứng khoán đó trên thị trường giao dịch. Các nhà kiến tạo thị trường thường có xu hướng cạnh tranh với nhau để giành lệnh mua hoặc lệnh bán từ phía khách hàng; thông qua hình thức cung cấp các lệnh chào bán (offer) hoặc lệnh chào mua (bid) với khối lượng nhất định trên thị trường chứng khoán. Sau khi nhận được lệnh mua, bán của khách hàng các nhà kiến tạo thị trường sẽ tiến hành các hoạt động giao dịch bằng chính loại chứng khoán trong tài khoản của mình, hoặc họ tiến hành tìm kiếm nhà tạo lập thị trường khác để hoàn thiện giao dịch này- quá trình này diễn ra trong khoảng vài giây.
- Theo Ủy ban Chứng khoán & Giao dịch Hoa Kỳ: "Nhà kiến tạo thị trường" là một công ty sẵn sàng mua hoặc bán cổ phiếu với giá niêm yết công khai trên thị trường giao dịch.

Tóm lại, nhà kiến tạo thị trường (Market Creator) là những người xây dựng nên môi trường số hóa để người bán và người mua gặp nhau trên thị trường diễn ra hoạt động giao dịch mua bán. Thị trường là nơi trưng bày sản phẩm, thực hiện các hoạt động nghiên cứu sản phẩm và các hoạt động kinh doanh và giá cả của mỗi sản phẩm được định giá.
Nhà kiến tạo thị trường so với Chuyên gia
Nhiều sàn giao dịch sử dụng hệ thống các nhà kiến tạo thị trường, các nhà kiến tạo thị trường cạnh tranh với nhau để đặt giá thầu hoặc đặt giá ưu đãi tốt nhất nhằm giành được khách hàng, giành được công việc kinh doanh của các đơn đặt hàng. Cụ thể một số, như Sở giao dịch chứng khoán New York (NYSE), có một hệ thống chuyên gia thay thế. Các chuyên gia về cơ bản là những nhà kiến tạo thị trường đơn lẻ với độc quyền đối với dòng lệnh trong một chứng khoán hoặc chứng khoán cụ thể. Bởi vì NYSE là một thị trường đấu giá, giá thầu và yêu cầu được chuyển tiếp cạnh tranh bởi các nhà đầu tư khác trên thị trường giao dịch.

## Ví dụ minh họa
Priceline.com là một trong những ví dụ tiêu biểu nhất về mô hình nhà kiến tạo thị trường (market creator). Đây là một website cho phép khách hàng được đề xuất mức giá của một sản phẩm mà họ cho rằng hợp lý hay thậm chí là một dịch vụ nào đó (hình thức này được biết đến với tên gọi: Đấu giá ngược).
Không giống với Priceline.com, ebay.com tạo nên nền tảng cho phép cả công ty và khách hàng được sử dụng hình thức đấu giá này. EBay.com triển khai mô hình kinh doanh đấu giá bằng cách tạo một môi trường điện tử số hóa để người mua và người bán có thể trực tiếp bàn bạc, đàm phán, thỏa thuận giá cả và tiến hành giao dịch. Khác với các trung gian giao dịch, ebay không thực hiện các giao dịch thay khách hàng.
Khi sử dụng ebay.com, việc thực hiện các công đoạn của quá trình mua bán phải từ chính người mua và người bán tự đảm nhận. Với mỗi một cuộc giao dịch mua bán, một khoản tiền phí sẽ được chuyển đến eBay. Ngoài nguồn thu từ các khoản phí từ các giao dịch mua bán, công ty còn có nguồn thu từ khoản phí liệt kê từ những công ty trả trước.
Ebay.com hoàn toàn không dự trữ hàng hóa vì thế nên công ty không phải trả chi phí sản xuất hay chi phí dự trữ hàng hóa. ebay chỉ đơn giản là một đơn vị môi giới. Tất cả những luận điểm trên đã trả lời cho câu hỏi vì sao ebay.com là một trong số ít những website thu được lợi nhuận chỉ sau một thời gian ngắn kinh doanh.

## Tiềm năng
Cùng với các mô hình kinh doanh khác, các nhà kiến tạo thị trường có cơ hội thị trường to lớn. Thành công hay thất bại phụ thuộc vào nguồn lực tài chính, và chiến lược marketing của một công ty đủ để thu hút người mua và người bán.
Một trang web lớn như eBay với khoảng 7-8 triệu người dùng, mỗi tháng có nhiều người mua và người bán đối với cùng một sản phẩm, nó được coi là một thị trường hiệu quả. Một công ty mới muốn tạo ra thị trường cần phải có một thương hiệu hấp dẫn và có một kế hoạch cụ thể để quảng cáo và thu hút khách hàng đến với thị trường. Ngoài ra, các doanh nghiệp vừa và nhỏ cũng có thể tập trung vào các phân khúc thị trường chuyên biệt như thị trường đồ trang sức và thị trường ô tô. Tuy nhiên, bên cạnh các biện pháp thu hút khách hàng, yếu tố quyết định đến sự thành công chính là tốc độ và sự thuận tiện khi xử lý hành động của các bên tham gia thị trường.